# Ultimate Epic Battle Simulator
Ultimate Epic Battle Simulator (сокр. UEBS) — компьютерная инди-игра в жанре симулятора массовых сражений с элементами стратегии, разработанная и выпущенная компанией Brilliant Game Studios. Релиз игры состоялся 12 апреля 2017 года по программе раннего доступа для операционной системы Windows. Полная версия игры была выпущена 2 июня 2017 года.

## Геймплей
Ultimate Epic Battle Simulator предлагает инструменты для создания грандиозных битв. Среди армий между которыми происходят сражения есть: римляне, рыцари, солдаты, зомби, орки, тролли и курицы. Помимо этого, в игру был добавлен Steam Workshop.

## Продолжение
29 января 2021 года был выложен трейлер UEBS 2. Выход альфа-версии второй части в публичный доступ состоялся 12 мая 2022 года в Steam.

## Оценки
| Иноязычные издания | Иноязычные издания |
| Издание            | Оценка             |
| ------------------ | ------------------ |
| PC Gamer           | 45/100             |

Рецензент издания PC Gamer Фил Сэвидж написал: «Это не столько игра, сколько инструмент для создания нелепых сценариев боя», отметив, что «игра выглядит не очень хорошо, а анимация проста. Она часто глючит».